# 金三角 (印度)
印度金三角（India's golden triangle），指印度北部德里、阿格拉、齋浦爾三座城市連成的三角形路線，是印度觀光旅遊的最基本路線。市面許多套裝旅遊行程都以此為基礎，再添加其他目的地。
遊覽順序通常從首都德里出發，前往古都阿格拉，再往西去齋浦爾，最後北返德里。這三座城市擁有印度最著名的地標建築：德里的印度門、印度总统府、德里红堡、贾玛清真寺、胡馬雍陵、顾特卜塔、蓮花寺；阿格拉的泰姬陵、阿格拉堡、阿克巴大帝陵、法泰赫普尔西克里；齋浦爾的風之宮、琥珀堡、简塔·曼塔天文台。德里的建築是德里蘇丹國、莫臥兒帝國及英屬印度三個時代的遺產，阿格拉以莫臥兒帝國為主，齋浦爾則是拉傑普特人土邦的首府，反映了拉傑普特大君的宮廷文化。同時在齋浦爾亦可欣賞拉賈斯坦地區的沙漠自然景觀。
金三角全程約720公里，三座城市間的距離約車程4到6小時。亦有鐵路快車可乘。